# Politiezone TARL
Politiezone TARL (nummer 5407) is een Belgische politiezone. Het werkgebied van de PZ TARL omvat de vier Vlaams-Brabantse gemeenten Ternat, Affligem, Roosdaal en Liedekerke die samen ongeveer 53.000 inwoners tellen. De zone ligt binnen het gerechtelijk arrondissement Brussel. Met Affligem, Liedekerke en Roosdaal grenst de zone aan de provincie Oost-Vlaanderen.

## Organisatie
Anno 2020 staat korpschef Dirk Meert aan het hoofd van de politiezone. Hij nam de taak begin 2015 over van voormalig korpschef Eric Uyttersprot die aan de slag ging bij de Directie Audit en Inspectie van de Federale Overheidsdienst Binnenlandse Zaken. Eric Uyttersprot was korpschef van de politiezone TARL sinds haar oprichting in 2001. De zone wordt bestuurd door het politiecollege dat bestaat uit de burgemeesters van de vier gemeenten. De korpschef is verantwoording verschuldigd aan het politiecollege. De vier burgemeesters van het politiecollege zijn (anno 2020) Walter De Donder (Affligem), Steven Van Linthout (Liedekerke), Wim Goossens (Roosdaal) en Michel Vanderhasselt (Ternat). De politiezone en het politiecollege worden gecontroleerd door de politieraad, die uit de vier burgemeesters en 19 andere politieraadsleden bestaat. De gemeenteraden van Affligem, Liedekerke en Ternat wijzen elk vijf politieraadsleden aan; de gemeenteraad van Roosdaal vier. Michel Vanderhasselt zit het politiecollege en de politieraad voor.
Het hoofdkantoor van de politiezone is het 'politiehuis' gelegen in Liedekerke. Daarnaast heeft de zone ook een wijkcommissariaat in elke gemeente. De politiezone verzorgt de basispolitiezorg, meer bepaald onthaal; wijkwerking (18 wijkinspecteurs); interventies; slachtofferbejegening; lokale recherche; handhaving van de openbare orde en verkeer. Daarnaast organiseert de politiezone ook preventieactiviteiten zoals fietsregistraties of gratis afwezigheidstoezicht voor mensen die tijdelijk van huis weg zijn (bijvoorbeeld op vakantie). Binnen het werkingsgebied van de zone zijn tevens een aantal BIN-initiatieven werkzaam.
De politiezone TARL vormt sinds eind 2014 samen met de politiezones AMOW en Dilbeek de Politieassociatie Centrum (PACE). Daarbij trad de zone Dilbeek toe tot de sinds eind 2013 al bestaande associatie tussen de zones AMOW en TARL (de eerste in Vlaanderen). Deze politieassociatie beslaat een gebied van 9 gemeenten met ongeveer 180.000 inwoners en beschikt over ongeveer 375 politiemensen. Binnen deze associatie werken de politiezones structureel samen om hun kosten te beheersen en de kwaliteit van hun dienstverlening te verhogen. Zo worden er gezamenlijk permanenties georganiseerd en kan er beroep worden gedaan op gespecialiseerde referentiepersonen uit de drie zones. De samenwerking werd na een jaar positief geëvalueerd.

## Criminaliteit

### Drugsmisdrijven
Op regelmatige basis rolt de politiezone TARL cannabisplantages op in en rond Ternat.

#### 2010
Zo rolde de federale gerechtelijke politie op 2 september 2010 na maanden onderzoek een cannabisplantage op van ongeveer 750 cannabisplanten op in een verlaten vierkantshoeve in de Terlindenstraat in Ternat. Gelijktijdig werden op verschillende andere plaatsen in Vlaanderen ook huiszoekingen verricht, waarbij zeven mensen gerechtelijk aangehouden werden waaronder verschillende leden van de motorbende Outlaws. Tevens werden enkele wagens en motors in beslag genomen. De lokale diensten van zone TARL werden pas op het laatste moment door de federale politie verwittigd van de inval. Enkele dagen later deed de federale politie ook een inval in een andere hoeve in de Moerenslos in Ternat, waar restanten van een grote cannabisplantage werden gevonden. Daarnaast werd in de Valleistraat in Meerbeke (deelgemeente van Ninove) een plantage van een duizendtal planten opgerold door de speurders, waarbij de verdachten banden zouden hebben met de Ternatse verdachten. In het West-Vlaamse Izegem werd ook een loods gevonden met materiaal nuttig voor de drughandel. In totaal werden ongeveer 2 200 planten gevonden en werden dertien mensen aangehouden, waaronder Jan V.D.C. en Alex M., eigenaars van de hoeves en Ternatse zelfstandigen.
De dertien verdachten werden vervolgd voor de correctionele rechtbank van Brussel voor het telen en verhandelen van cannabis. Het Openbaar Ministerie vorderde celstraffen tot 7 jaar voor de verdachten. Het Openbaar Ministerie schatte dat er tussen 2008 en 2010 meer dan vierduizend planten werden geteeld en dat de verdachten daarbij honderdduizenden euro's winst maakten. Het proces werd echter op de helling gezet omdat de federale politie een procedurefout zou hebben gemaakt; volgens de verdediging voerden de speurders gedurende lange tijd observaties uit zonder de noodzakelijke toestemming van een magistraat en waren alle daaruitvolgende onderzoeksdaden daarom nietig. De correctionele rechtbank vond echter dat het onderzoek niet onwettig was gevoerd en oordeelde dat alle verdachten schuldig waren maar sprak lichte straffen uit. De rechtbank stelde namelijk dat ze bij de bepaling van de straffen rekening hield met de redelijke termijn die overschreden was. Spilfiguren Jan V.D.C. en Alex M. kregen 24 en 30 maanden cel met uitstel; drie anderen die nauw betrokken waren bij de drugshandel kregen respectievelijk 40 maanden cel met uitstel, twee jaar cel en drie jaar cel. De vrouw van een van hen kreeg 18 maanden cel met uitstel omdat ze hun zesjarige dochtertje opvoedden in een huis waarin een cannabisplantage was ingericht. De 63-jarige moeder van een van de veroordeelden kreeg een jaar cel met uitstel omdat ze haar zoon hielp. Van de zes anderen kreeg één een effectieve celstraf van één jaar, vier celstraffen met uitstel en twee geen straf maar slechts een eenvoudige schuldigverklaring. Hoewel enkele van de betrokkenen lid waren van de Outlaws zouden de plantages niet in opdracht van de motorbende uitgebaat zijn.

#### 2014
Op 17 april 2014 trof de politiezone TARL een kleine cannabisplantage aan in een kelder in Sint-Katherina-Lombeek (deelgemeente van Ternat). Het materiaal en de cannabis werden in beslag genomen.
Eind augustus 2014 werd ook een cannabisplantage in een woning in Liedekerke ontmanteld na een tip van een plaatselijke inwoner. De plantage zou enkele jaren actief zijn geweest maar was dat niet meer op het moment van de inval. Verder onderzoek in samenwerking met de zone AMOW leidde ook naar een kleine cannabisplantage in Merchtem.

#### 2015
Op 13 mei 2015 nam de politiezone TARL ongeveer duizend cannabisplanten in beslag uit het gesloten café Ambiorix in de Meersstraat in Sint-Katherina-Lombeek nadat buren eerder klaagden over geurhinder. Mogelijk had de politiezone de plantage echter al langer in de gaten. Volgens omwonenden was er sinds begin 2015 een nieuwe uitbater van Albanese origine die het café al na drie dagen sloot voor "verbouwingswerken". De Civiele Bescherming werd ingeschakeld om de planten te vernietigen.

#### 2016
Op 24 november 2016 ontdekte de politiezone TARL een cannabisplantage in een woning in de Nattestraat in Ternat. Drie aanwezige mannen van Albanese nationaliteit probeerden te vluchten maar werden aangehouden. In de woning trof de politie ongeveer 650 niet-geoogste cannabisplanten en 20 kilogram geoogste cannabis aan.

### Inbraken en overvallen
Vanwege de aanwezigheid van de E40/A10 en andere belangrijke verkeersassen, die als snelle ontsnappingsroute kunnen dienen, vinden er ook regelmatig misdrijven als woninginbraken of overvallen plaats op het gebied van de politiezone.

### Uitgaansleven
In Hekelgem waren (vooral vroeger) veel dancings aanwezig. Tot op heden zijn er nog steeds enkele uitgaansgelegenheden aanwezig. Hun aanwezigheid zorgt echter voor overlast van drugsverkopers, maar geeft ook soms aanleiding tot gewelddadigere misdrijven. Zo werd in oktober 1999 de portier van de inmiddels gesloten dancing Extreme neergeschoten, waarbij deze levensgevaarlijk gewond raakte. Verder vond op 28 april 2013 rond 04:20 uur 's ochtends een hevige vecht- en schietpartij plaats voor La Gomera aan de Brusselbaan, waarbij twee personen met schotwonden naar het Onze-Lieve-Vrouwziekenhuis in Aalst werden overgebracht. De twee daders werden gevat ter hoogte van de oprit van de E40 in Affligem.